# ChipTest
ChipTest è stato un computer scacchistico costruito nel 1985 da Feng-hsiung Hsu, Thomas Anantharaman e Murray Campbell presso la Carnegie Mellon University. È stato il predecessore di Deep Thought, che avrebbe poi portato allo sviluppo di Deep Blue.
ChipTest era basato su uno speciale chip VLSI per la generazione delle mosse, sviluppato da Hsu. ChipTest era controllato da una workstation Sun-3/160 ed era capace di ricercare circa 50 000 mosse al secondo. Hsu e Anantharaman iscrissero ChipTest al North American Computer Chess Championship del 1986, quando il sistema era stato testato solo parzialmente. Ha perso i primi due turni, ma ha concluso l'evento con un risultato di parità. Nell'agosto del 1987 ChipTest è stato rivisitato e rinominato in ChipTest-M, dove M stava per microcodice. La nuova versione ha eliminato i bug precedenti e ha raggiunto una velocità dieci volte superiore, con una ricerca di 500 000 mosse al secondo, girando su una workstation Sun-4. ChipTest-M ha vinto il North American Computer Chess Championship nel 1987 con un risultato di 4-0 sweep. È stato invitato a giocare nell'American Open del 1987, ma il team non è stato ammesso a causa di una obiezione sollevata dal team che manovrava HiTech, sempre della Carnegie Mellon University. HiTech e ChipTest condividevano infatti parte del codice, e HiTech era già iscritto al torneo. I due team divennero quindi rivali.
Lo sviluppo di ChipTest ha mostrato molte possibilità di miglioramento, per cui i progettisti si sono dedicati allo sviluppo di una nuova macchina. Deep Thought 0.01 è stato realizzato nel maggio 1988, e la versione 0.02 nel novembre dello stesso anno. Questa seconda versione aveva due processori VLSI custom, con una ricerca di 720 000 mosse al secondo, e ha vinto il World Computer Chess Championship del 1989 imbattuto, con un punteggio di 5-0.